# Medalha da Campanha do Atlântico Sul
A Medalha da Campanha do Atlântico Sul é uma medalha da Força Aérea Brasileira concedida para militares e civis que tenham prestado bons serviços a Força em suas ações no Atlântico Sul, no preparo e desempenho de missões executadas no período de 1942 a 1945. Foi criada pela Lei nº 497, de 28 de novembro de 1948, e regulamentada pelo Decreto nº 26.550, de 4 de abril de 1949.
A condição para recebimento da honraria é ter o agraciado auxiliado na vigilância do litoral, no transporte aéreo de pessoal e material, nos serviços relativos à segurança de voo e à eficiência das operações dos aviões comerciais e militares durante a campanha.